# 入船亭扇好
入船亭 扇好（いりふねてい せんこう）は、落語の名跡。当代は二代目。
- 初代入船亭扇好 - 現∶入船亭扇遊
- 二代目入船亭扇好 - 本項にて記述

二代目 入船亭 扇好（いりふねてい せんこう、1963年2月3日 - ）は長野県佐久市出身の落語家。本名∶池田 喜彦。落語協会会員。出囃子は「入船」。

## 経歴
亜細亜大学経済学部卒業。
1985年4月、九代目入船亭扇橋に入門し前座名「扇ぱい」を名乗る。
1989年5月、二ツ目昇進し「二代目入船亭扇好」と改名。
1998年9月、五明樓玉の輔、十一代目柳家小きん、五代目三遊亭金馬と共に真打昇進。

## 芸歴
- 1985年
  - 4月 - 九代目入船亭扇橋に入門。
  - 8月 - 前座となる、前座名「扇ぱい」。
- 1989年5月 - 二ツ目昇進、「二代目入船亭扇好」を襲名。
- 1998年9月 - 真打昇進。